# Môndôl Kiri
Môndôl Kiri (khm. មណ្ឌលគិរី) – prowincja we wschodniej Kambodży, największa pod względem powierzchni w kraju. W 1998 roku zamieszkana przez 32 407 osób. Dziesięć lat później miała ponad 61 tysięcy mieszkańców.
Prowincja podzielona jest na 5 dystryktów:
- Kaev Seima
- Kaôh Nhêk
- ’Âor Reăng
- Pechr Chenda
- Sên Mônoŭrôm